# Praça 5 de Outubro
Para qualquer torrejano o centro da cidade é a Praça 5 de Outubro. Na praça podemos encontrar a boa animação nocturna, os hotéis, a feira das antiguidades, as recepções aos primeiros-ministros e presidentes da república e até 1973 a feira semanal. Na verdade a praça é um espaço amplo com boas condições para receber tais eventos, mas a sua importância vem de tempos muito mais remotos.
Na actual praça encontrava-se em tempos o edifício dos Paços do Concelho, o prédio tinha dois andares, no andar de cima situava-se a Administração do Concelho, no debaixo os serviços relacionados com a Câmara Municipal. Também o Tribunal Judicial e a Sociedade União Dramática estabeleceram sede no edifício do Paço do Concelho.
Tornou-se o ponto mais atractivo de toda a população do concelho, que substituíra o Castelo (como ponto mais importante), foi um ponto de viragem de uma povoação fortificada e defensiva para uma povoação aberta e confiante onde o fantasma da guerra e da insegurança já não existira.
Hoje já não existem vestígios do Paço dos Concelhos, pois em 1888, ficou decidido que o edifício e outros prédios em seu redor fossem demolidos para ampliação da praça.